# 스타일스 저택의 괴사건

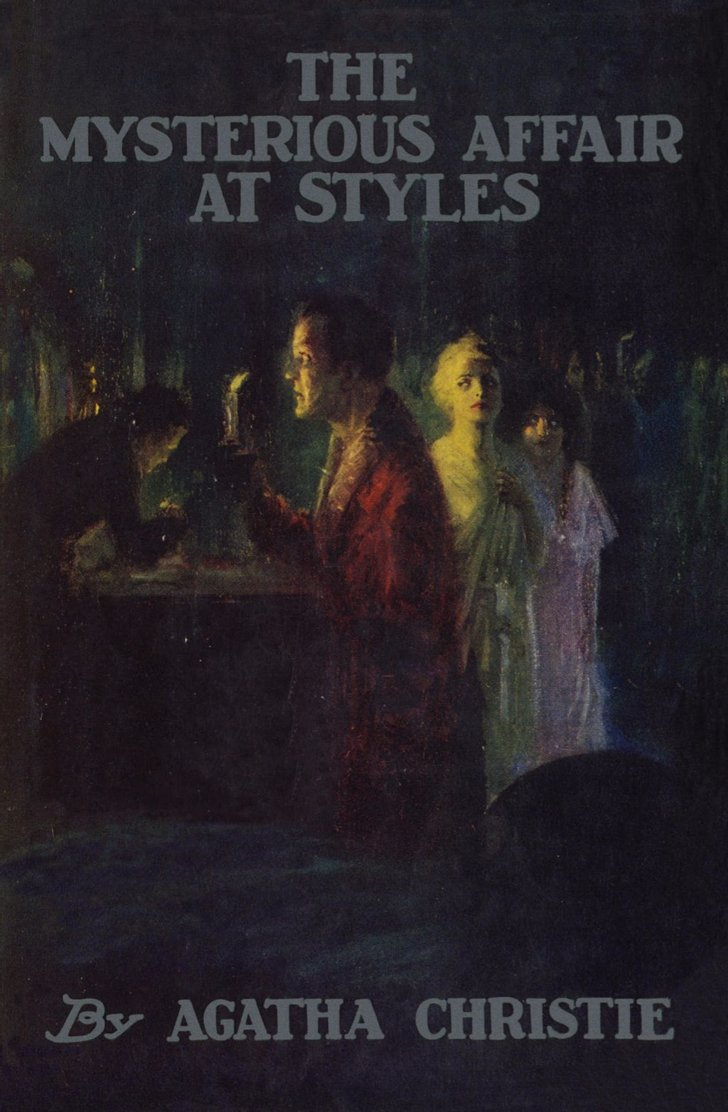

《스타일스 저택의 괴사건》(The Mysterious Affair at Styles)은 애거사 크리스티의 첫 작품으로서 'The Little Gray Matter' 무슈 에르퀼 푸아로를 탄생시킨 기념비적인 작품이다.
《스타일스 저택의 괴사건》은 평화로운 영국의 시골 마을에 있는 대저택을 배경으로 벌어진 끔찍한 살인사건을 해결해 가는 내용을 담고 있다. 작가는 독극물에 대한 폭넓은 지식과 풍부한 상상력으로 독특한 살인 사건의 무대를 제공한다. 또한 곳곳에 숨겨둔 추리적 장치가 매우 돋보인다.
전쟁에서 부상을 입고 의병 휴가를 받은 아서 헤이스팅스는 옛 친구인 존 캐번디시의 호의를 입어 스타일스 저택에서 머물게 된다. 스타일스 저택에는 잉글소프가 전 남편의 아들들인 존/로렌스 캐번디시 형제와 함께 살고 있다. 그러던 어느 날 한밤중에 잉글소프 부인이 끔찍한 비명을 지르며 발작을 일으킨다. 사람들이 방문을 부수고 부인의 방으로 달려가지만 부인은 계속 경련을 일으키다 끝내 숨을 거두고 만다. 단순한 심장마비로 사망한 줄 알았던 부인이 사실은 독살당했다는 주장이 제기되면서 저택에는 이상한 기운이 감돌기 시작한다. 이에 헤이스팅스 대위는 전부터 안면이 있던 푸아로에게 사건을 의뢰하는 한편, 사건의 경위를 기록해 나가기 시작한다.
. 6명의 용의자가 있고, 그들 중 대부분은 자신들의 비밀을 숨기고 있다. 책 속에는 저택의 지도와 살해 장면, 불탄 유언장 조각이 포함되어 있다. 이야기 중에는 다소의 훈제 청어와 반전이 포함되어 있다.

## 주해
1. ↑  스타일스는 크리스티의 마지막 푸아로 소설인 《커튼》의 배경이기도 하다
2. ↑  한국어권에서의 속칭 낚시